# Giloo紀實影音
Giloo紀實影音是起源於香港、在台灣提供網路隨選串流影片的OTT服务公司。創辦人蔣顯斌有感於今日拍攝的設備門檻降低，愈來愈多創作者透過影像發聲，因得不到適切的發行管道或機會，使得精采的作品消聲沉寂，串流平台有機會讓這些內容被更多人看見。公司在2017年7月7日在香港成立，公司編號為2553589；同年10月17日在台灣成立分公司。該平台主要提供紀錄電影與獨立電影的隨選觀看。